# Move (film)
Move is een Amerikaanse filmkomedie uit 1970 onder regie van Stuart Rosenberg.

## Verhaal
Een jonge auteur van pornografische romans heeft last van een schrijversblok. Hij leeft de fantasieën in een van zijn boeken uit. Intussen tracht hij ook samen met zijn vrouw naar een nieuw appartement te verhuizen.

## Rolverdeling
| Acteur           | Personage          |
| ---------------- | ------------------ |
| Elliott Gould    | Hiram Jaffe        |
| Paula Prentiss   | Dolly Jaffe        |
| Geneviève Waïte  | Meisje             |
| John Larch       | Agent te paard     |
| Joe Silver       | Oscar              |
| Graham Jarvis    | Dr. Picker         |
| Ron O'Neal       | Peter              |
| Garrie Bean      | Andrea             |
| David Burns      | Portier            |
| Richard Bull     | Keith              |
| Richard Benedict | Prescott           |
| Mae Questel      | Mevrouw Katz       |
| Aly Wassil       | Gupta              |
| John Wheeler     | Brown Package      |
| Rudy Bond        | Rechercheur Sawyer |